# IC 892
IC 892 ist eine linsenförmige Galaxie vom Hubble-Typ S0 mit aktivem Galaxienkern im Sternbild Jungfrau nördlich der Ekliptik. Sie ist schätzungsweise 277 Millionen Lichtjahre von der Milchstraße entfernt und hat einen Durchmesser von etwa 120.000 Lichtjahren.
Im selben Himmelsareal befinden sich u. a. die Galaxien NGC 5192, NGC 5197, NGC 5202, IC 893.
Das Objekt wurde am 4. Juli 1893 vom französischen Astronomen Stéphane Javelle entdeckt.